# D12
D12 je bio američki glazbeni sastav.

## Članovi
- Eminem
- Kuniva
- Swifty McVay
- Fuzz Scoota
- Proof
- Bizarre

## Diskografija
Studijski albumi
- Devil's Night (2001.)
- D12 World (2004.)

EP-ovi
- The Underground EP (1997.)

Mixtapes
- 2008.: Return of The Dozen
- 2011.: Return of The Dozen, Vol. 2

## Vanjske poveznice
- Službena stranica (engl.)
- D12World.com
- D12 na MySpace